# Cornus nuttallii
Cornus nuttallii là một loài thực vật có hoa trong họ Cornaceae. Loài này được Audubon ex Torr. & A.Gray miêu tả khoa học đầu tiên năm 1840.